# Эрлангер, Рафаэль
Рафаэль Слидель фрайхерр фон Эрлангер (Raphael Slidell Freiherr von Erlanger; 1865—1897) — немецкий зоолог.

## Биография
Изучал медицину в Бонне, с 1887 года — в Гейдельберге, где в скором времени вполне предался изучению зоологии. В 1891 году получил степень доктора философии, с 1893 года читал лекции в качестве приват-доцента, в 1897 году назначен экстраординарным профессором зоологии. Научные исследования касались преимущественно эмбрионального развития моллюсков, тончайшего строения протоплазмы, цитологии и сперматогонии. Скоропостижно скончался от воспаления лёгких.
Коллега Эрлангера Роберт Лаутернборн назвал в честь учёного в 1898 году вид инфузорий Mycterothrix erlangeri.

## Труды
- «Zur Entwickelung der Paludina vivipara» (2 ч., «Morph. Jahrb.», 1891);
- «Beiträge zur Entwickelungsgeschichte der Gastropoden» («Mitth. Zool. Stat. Neapel», 1892);
- «Zur Embryologie eines Tardigraden (Macrobiotus macronyx)» («Morph. Jahrb.», 1894);
- «Zur Kenntnis des feineren Baues des Regenwurmhodens und der Hodenzellen» («Arch. micr. Anat.», 1896);
- «Ueber die Befruchtung und ersten Theilungen des Eies von Ascaris megalocephala etc.» («Biol. C.-Bl», 1887);
- «Beiträge zur Kenntnis der Structur des Protoplasmas, der Karyokinetischen Spindel und des Centrosoms» («Arch. micr. Anat.», 1897).